# Nicolau de Araújo Vergueiro
Nicolau de Araújo Vergueiro (Passo Fundo, 7 de março de 1882 — Passo Fundo, 16 de março de 1956) foi um médico e  político brasileiro do estado do Rio Grande do Sul.

## Biografia
Nicolau era filho de João de Campos Vergueiro e de Carolina Schell Araújo. Era o segundo dos três filhos do casal. Seu pai, nascido em São Paulo, capital, era proprietário de terras e líder político durante o Império. Nicolau era sobrinho de Gervásio Araújo Annes, chefe político e presidente do Partido Republicano Rio-Grandense (PRR) em Passo Fundo, na República Velha.
Nicolau formou-se em Farmácia em 1903 e em Medicina em 1905, pela Faculdade de Medicina e Farmácia de Porto Alegre. Exerceu a medicina em Passo Fundo.
Em 1908 foi presidente do Núcleo Municipal do PRR. Foi deputado estadual por cinco legislaturas seguidas pela legenda do PRR (1909-1928); Prefeito de Passo Fundo entre 1921 e 1924.
Lutou ao lado de Borges de Medeiros na Revolução Gaúcha de 1923.
Foi deputado estadual pelo PRR em 1930 e participou ativamente da Revolução de 30, no Rio Grande do Sul. Apoiou o movimento constitucionalista eclodido em São Paulo, tendo sido preso e exilado em consequência de seu apoio à rebelião (1932-1933). Foi deputado federal na legenda da FUG (Frente Única Gaúcha), no Rio Grande do Sul (1935-1937).
Durante o período de redemocratização da política brasileira, foi um dos fundadores do PSD/RS, tornando-se membro do diretório regional do partido e presidente de seu diretório municipal em Passo Fundo, em 1945.
Casou-se com Jovina Désessard Leite, com quem teve dois filhos.
Por causa dos relevantes serviços que prestou como médico, bem como parlamentar, o Dr. Nicolau de Araújo Vergueiro recebeu várias homenagens por parte dos municípios onde atuou e do estado do Rio Grande do Sul.
O município Nicolau Vergueiro tem em seu nome, uma homenagem ao médico pelos serviços prestados à comunidade que ali vivia. Em Passo Fundo foi dado seu nome à uma escola, a Escola Estadual Nicolau de Araújo Vergueiro (EENAV).

## Leitura
- A trajetória de Nicolau Araújo Vergueiro na História Política de Passo Fundo - RS (1930-1932). Dissertação de Ana Maria da Rosa Prates. 2002. Universidade de Passo Fundo.